# При Церкви-Струге
При Церкви-Струге (словен. Pri Cerkvi–Struge) је насељено место у општини Добрепоље, Средњесловенска регија, Словенија.

## Историја
До територијалне реорганизације у Словенији било је у саставу старе општине Кочевје.

## Становништво
На попису становништва из 2011. године, При Церкви-Струге је имало 67 становника.
| Број становника према пописима | Број становника према пописима | Број становника према пописима |
| ------------------------------ | ------------------------------ | ------------------------------ |
| 1991                           | 2002                           | 2011                           |
| 80                             | 82                             | 67                             |

## Галерија
- детаљ
- капелица
- гробље